# 張曉明
張曉明（1963年9月3日—），汉族，江蘇泰興人，中华人民共和国政治人物、中國共產黨黨員。中共第十八屆中央候補委員、第十九届中央委员。中国人民大学法学院刑法专业毕业，研究生学历，法学硕士。
曾任廖晖秘书、香港中联办主任、国务院港澳事务办公室主任、中央港澳工作領導小組成員、国务院港澳事务办公室副主任（分管日常工作）兼党组副书记（正部长级），以及全国政协副秘书长（正部长级）。

## 生平

### 早年生涯
张晓明出生及成長於江蘇泰州县（今泰州市）。1984年畢業於西南政法學院法律系，並入讀中國人民大學，師從刑法名家高銘暄。
1986年，張曉明在法學院刑法專業研究生畢業，获法學碩士学位。同年畢業生有黃京平教授。

### 进入港澳系统
1986年7月进入國務院港澳事務辦公室工作，任副主任科员，長期擔任原港澳辦主任廖暉的秘書。
張曉明曾參加中英聯合聯絡小組和香港特別行政區籌備委員會預備委員會秘書處工作。1988年任中英联合联络小组中方代表处三秘。1990年起，先后提任副主任科员、主任科员、副处长、处长。1997年，任国务院港澳事务办公室党组秘书，国务院港澳事务办公室秘书行政司副司长、政研司副司长。2001年起，先后任國務院港澳事務辦公室政策研究司司長、綜合司司長。2004年任辦公室副主任。
2006年2月28日被任命為全國人大常委會香港特別行政區基本法委員會委員。2008年3月當選第十一屆全國人民代表大會代表。
2012年11月的中共十八大上，當選第十八屆中央委員會候補委員。2017年10月的中共十九大上，當選第十九屆中央委員會委員。

### 主管港澳事務
2012年12月18日，張曉明出任中央人民政府駐香港特別行政區聯絡辦公室主任一職，進入中共中央港澳工作協調小組。
其中談及中聯辦的工作方向時他表示，會客觀、全面及準確地向中央反映香港情況，不存在中央收緊對港政策問題，也主動否認「西環治港」，強調「西環要盡職」，履行中央賦予的權力，做應該做的事。他強調撤換行政長官梁振英之說是「無稽之談，可以休矣」。在《香港基本法》第二十三條立法問題上，張曉明重申完成二十三條立法是香港應盡的憲制義務，由特區政府按實際情況決定，他認為，二十三條並非「提都不能提的禁區」。
担任中央人民政府驻香港特别行政区联络办公室（中联办）主任期间，被指高度影響及介入香港的內部事務及被泛民主派認為有違反《香港基本法》第22條及《中英聯合聲明》之嫌。2016年香港立法會選舉，他表明不容主張香港獨立的人士參選立法會，對港獨零容忍，導致有數名人士無法參選。
2017年7月，張曉明在香港回歸20周年暨中聯辦成立70周年慶祝大會發言：「習近平總書記在視察香港期間發表的系列重要講話高瞻遠矚，為繼續推進“一國兩制”在香港的實踐指路引航，是我們繼續砥礪前行的科學指南」。張曉明又表示中聯辦的首要任務，就是認真學習、深刻領會習近平總書記的有關重要講話精神，不折不扣地落實總書記的希望和要求。
2017年9月22日，接替王光亞出任為國務院港澳事務辦公室主任。
2020年2月，中共中央决定将中央港澳工作协调小组升格为领导小组，新的领导小组办公室主任由全国政协副主席兼時任秘書長夏宝龙担任。张晓明的职务相应调整。13日，國務院宣佈免去張曉明的國務院港澳事務辦公室主任職務，改任分管日常工作的副主任、党组副书记（仍为正部長級）。6月23日，全国人大常委会法制工作委员会会同国务院港澳事务办公室、中央人民政府驻香港特别行政区联络办公室，在港举办了12场座谈会，听取香港社会各界对《中华人民共和国香港特别行政区维护国家安全法（草案）》的意见。国务院港澳办副主任张晓明、香港中联办主任骆惠宁、全国人大常委会法工委副主任张勇出席会议。
2020年8月7日，张晓明与另外10名据称损害香港自治的内地与香港官员被美国政府依据《香港自治法》制裁。

### 任职全国政协
2022年6月22日，任全国政协副秘书长（正部长级），排名在常务副秘书长邹加怡之后。
2023年3月，张晓明连任全国政协副秘书长。
2024年3月2日，張曉明在全國政協十四屆常委會第五次會議中，遭免去其全國政協副秘書長職務。6月6日，不再擔任第十四届全国政协常委、委员。

## 言論及觀點
对于有港獨支持者參選立法會之事，張曉明指出：「容許這樣的港獨分子堂而皇之進入香港的立法機關，這符合一國兩制嗎？符合基本法嗎？符合法治原則嗎？」他強調，這不僅是法律技術層面問題，而是大是大非、原則和底線問題。張曉明在接受央視專訪時表示，「一國兩制」要守三條底線，並以此回應2016年香港立法會宣誓風波，他認為這三條底線是「一國兩制」的題中應有之義而且是應有之規則。它們分別是：
|  | 1. 從中央政府和內地民眾來說，要充分尊重，堅定維護香港實行的制度。不能干預香港特別行政區自治範圍內的事務； 2. 不容許任何人用任何方式危害國家主權安全的活動，不容許挑戰中央的權力和香港《基本法》的權威； 3. 不容許利用香港對內地進行滲透顛覆活動，破壞內地的政治穩定。 |

張認為在落實「一國兩制」方面，已取得成功，如要用一個詞語形容回歸後香港的變化，他想到的是「風采依然」。對於港獨，他認為「近年來激進分離勢力，在香港滋長冒升。遏制港獨需要全社會強化底線思維及法治思維，大家都須遵守一些底線要求。」。而在粵港澳大灣區建設中，張認為大灣區是一個國家、兩種制度、三個法域和三個關稅區，制度差異較大，香港可作為國際金融和航運中心地位；澳門主要建設為世界旅遊休閒中心及與葡語國家商貿合作服務平台，而一國兩制下可以把港澳市場經濟成熟、國際聯繫廣泛等優勢和廣東市場大、製造業發達優勢結合，大灣區建設和一帶一路都為港澳提供更廣闊舞台，港澳仍然有特殊地位和不可替代的優勢，仍然可以大有作為。
張認為香港未完成基本法第二十三條立法及未設立相應執行機構，是近年港獨等激進分離活動不斷加劇的主因之一，認為建立相關法律及機制是當前突出問題和緊迫任務。

## 相关事件

### 指责媒体断章取义
2014年9月11日，媒体报道指張曉明在回答北京是否允許泛民主派人士擔任香港行政長官時發表言論：「讓你活著就足以顯示國家的文明和包容」或「仍能安然坐在這兒，反映我們的寬大」。對此他表示，個別媒體引用他的「泛民能活著，足證國家包容」的說法，是用意惡毒、斷章取義。他說，雙方會面事先已有約定，就是四場會面的交談都是閉門進行，互不引述對方講話。他承認曾在對話中使用「還活著」一詞，但他的原話是在一國兩制下，宣稱以推翻一黨專政為宗旨的支聯會，現在還能舉行各種活動，支聯會成員還可以當選立法會議員，本身就體現了一種很大的政治包容。他指1997年以前，有人擔心回歸後無法在香港待下去，但他反問，「說這種話的人現在不是還活著，而且活得好好嗎」？

### 太陽照常升起
2014年9月下旬，香港爆發雨傘革命。10月1日，有記者問到張曉明對該場社會運動的看法時，他僅緩緩舉高右手，並用食指指着天上說「太陽照常升起」一句作為回應。民主派学者陳健民反駁其言論，指自從梁振英上台後，就算「有時太陽升起，都感受唔到溫暖（有時候太陽升起，也感受不到溫暖）」，又認為「佢個太陽同我哋個太陽係唔同嘅（他的太陽跟我們的太陽是不同的）」。

### 行政長官超然論
2015年9月11日，中聯辦主任張曉明出席《香港基本法》頒布25周年研討會時就香港政制表示，草擬基本法時的主導思想，是以特區政府作為核心的主要體制，「行政長官具有超然於行政、立法、司法三個機關之上的特殊法律地位」。張曉明於研討會發表致謝辭說，香港於回歸前及回歸後，也沒有實行過任何三權分立的政治體制。他說，「作為領導特區政府的行政長官，他所具有的雙首長身分和雙負責制的責任，使得行政長官具有超然於行政、立法、司法的三個機關之上的特殊法律地位，處於特別行政區權力運行的核心位置，在中央政府之下，特別行政區的三權之上起着連結的樞紐作用」。
9月14日，香港大律師公會發表聲明，對張曉明的演講內容的討論表示深切關注。聲明提到，基本法清晰界定了三權的關係和權責。大律師公會堅信「權力分立」的法律概念在基本法底下得到充分的落實。張曉明「超然於三個機關之上」的描述，難免被解讀為特首「凌駕於三權之上」，引起公眾憂慮，大律師公會對此深表遺憾。大律師公會又促請張曉明及律政司司長早日作出澄清，「消除香港市民以及國際社會對香港在一國兩制下秉行法治的疑慮」。
同日，23位民主派立法會議員以泛民會議的名義發表聯合聲明，引用基本法三項條文，說明特首權力受多重制衡，因此「超然」一說是無中生有。泛民會議表示希望張曉明能「尊重『一國兩制』及《基本法》，勿再發表損害香港核心價值的言論」，又促請梁振英「公開重申會遵守本地法律，並按基本法條文接受立法與司法的制衡」。9月15日，梁振英在政府總部會見記者時，評論了張曉明的演說內容，指張曉明在演說中並無使用「凌駕」字眼，有人沒在現場聽而作出批評，出現斷章取義或誤導的情況。9月16日，梁振英又對傳媒表示行政長官地位「確實是超然」。9月20日，香港律師會就張曉明的言論發表聲明，重申兩個基本原則：「司法獨立對法治的重要」和「香港司法機構的專業及其制度健全」。

### 因香港問題名列美國制裁名單
2020年8月7日，美國財政部宣佈，制裁11名損害香港自治的内地与香港官員，公開其個人資料並列入《特別指定國民和被封鎖人員》，被制裁者包括林鄭月娥及張曉明等人，分析指香港問題上被美國制裁者除了美國資產會被凍結外，其海外及國內銀行服務亦極可能會被取消。2021年3月12日，张晓明在国务院新闻办举办的新闻发布会上提及此事时说：“对此我们都深以为荣。”